# Taubenturm Château de la Chapoulie

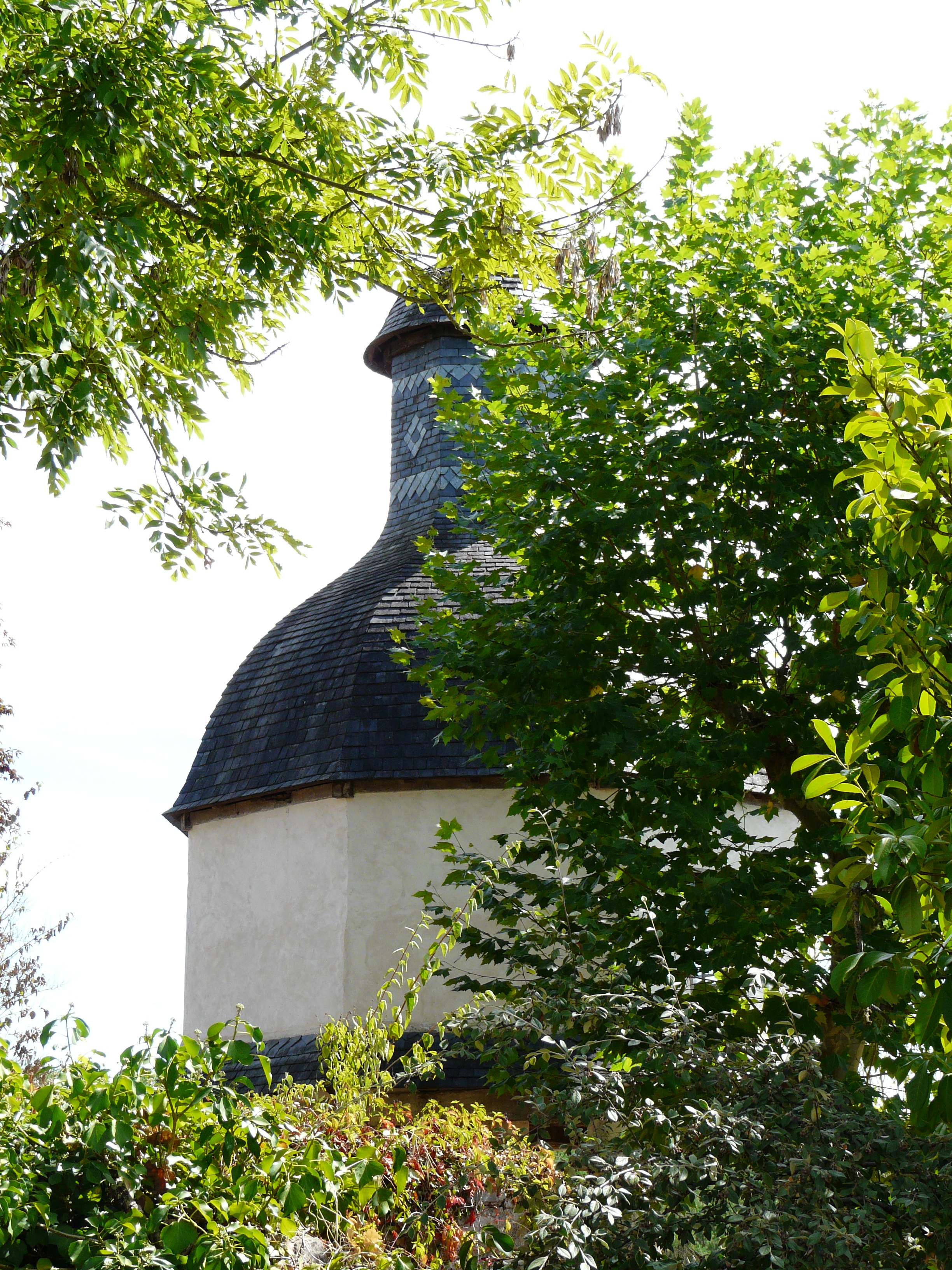
Taubenturm in Peyrignac

Der Taubenturm (französisch colombier oder pigeonnier) des Château de la Chapoulie in Peyrignac, einer französischen Gemeinde im Département Dordogne in der Region Nouvelle-Aquitaine, wurde im 15. Jahrhundert errichtet. Der Taubenturm steht seit 1965 als Teil des Schlosses als Monument historique auf der Liste der Baudenkmäler in Frankreich.
Der achteckige Turm aus Bruchsteinmauerwerk ist verputzt. Er steht auf acht steinernen Säulen und wird von einem geschindelten Dach mit Laterne abgeschlossen.